# Festival Internacional da Canção de Sopot
O Festival Internacional da Canção de Sopot (em polonês/polaco:  Międzynarodowy Festiwal Piosenki Polskiej) é um concurso anual de canções realizado em Sopot, Polónia. É o maior festival musical em conjunto com o Festival Nacional da Canção Polaca de Opole, e um dos maiores concursos de música na Europa.
O concurso foi organizado e transmitido em direto pelo canal polaco Telewizja Polska entre 1994 e 2004. No ano seguinte, o concerto foi transmitido pelo canal privado TVN pela primeira vez e manteve-se nele até 2009. Desde 2012, o concerto é organizado e transmitido pela Polsat.

## História
O criador do festival foi Władysław Szpilman, que lançou-o em conjunto com a rádio polaca. Entre 1977 e 1980, o festival foi substituído pelo Festival Intervisão da Canção, que manteve sua sede em Sopot, mas posteriormente regressou às origens. Diferente do Festival Eurovisão da Canção, o Festival Internacional da Canção de Sopot realizou diversas mudanças ao longo de sua história e manteve-se aberto a outros países que não faziam parte da União Soviética e Europa.
O concurso começou a perder popularidade na década de 1980 e na década de 1990 sofreu uma grave crise de audiência que quase o levou à beira da extinção, quando a TVP (Televisão Polaca) parou de organizar o concurso e só manteve o festival musical com cantores famosos a partir de 1999. A organização de Sopot, insatisfeita com as últimas emissões da TVP, decidiu atribuir os direitos do festival em 2005 para a emissora privada TVN, que mostrou grande interesse em recuperar o concurso e a organização do festival.
O Festival de Sopot é considerado um dos festivais de música mais importantes da Europa, juntamente com o Festival Eurovisão da Canção e o Festival de Sanremo.

## Vencedores por ano
Esta lista inclui apenas os vencedores dos concursos mais prestigiados do Festival Internacional da Canção de Sopot. O Grande Prémio do Disco foi o prémio de maior prestígio entre 1974 e 1976 e do Festival Intervisão da Canção durante 1977 até 1980.
O festival também atribuiu prémios para o Melhor Intérprete na década de 1960, o galardão Amber Rouxinol na década de 1980 e 1990 e o Vencedor do Dia Polaco entre a década de 1960 até 1980.
| Ano                                                                             | Data                         | País                 | Intérprete               | Canção(ões)                               |
| ------------------------------------------------------------------------------- | ---------------------------- | -------------------- | ------------------------ | ----------------------------------------- |
| 1961–1973: Prémio da Obra-prima                                                 |                              |                      |                          |                                           |
| 1961                                                                            | 25–27 de agosto              | Suíça                | Jo Rolland               | "Nous Deux"                               |
| 1962                                                                            | 6–8 de julho                 | Grécia               | Jeanne Yovanna           | "Ti Krima"                                |
| 1963                                                                            | 15–18 de agosto              | União Soviética      | Tamara Miansarova        | "Pust vsiegda budiet solnce" (ex aequo)   |
| 1963                                                                            | 15–18 de agosto              | França               | Simone Langlois          | "Toi et ton sourire" (ex-aequo)           |
| 1964                                                                            | 6–12 de agosto               | Grécia               | Nadia Constantinoupoulou | "Je te remercie mon coeur"                |
| 1965                                                                            | 5–8 de agosto                | Canadá               | Monique Leyrac           | "Mon pays"                                |
| 1966                                                                            | 25–28 de agosto              | Estados Unidos       | Lana Cantrell            | "I'm all smiles"                          |
| 1967                                                                            | 17–20 de agosto              | Polónia              | Dana Lerska              | "Po prostu jestem"                        |
| 1968                                                                            | 22–25 de agosto              | Polónia              | Urszula Sipińska         | "Po ten kwiat czerwony"                   |
| 1969                                                                            | 21–24 de agosto              | Suíça                | Henri Dès                | "Maria Consuella"                         |
| 1970                                                                            | 27–30 de agosto              | Canadá               | Robert Charlebois        | "Ordinaire"                               |
| 1971                                                                            | 26–29 de agosto              | Reino Unido          | Samantha Jones           | "He Moves Me"                             |
| 1972                                                                            | 23–26 de agosto              | União Soviética      | Lev Leschenko            | "Ja ne byl z nim znakom" (ex-aequo)       |
| 1972                                                                            | 23–26 de agosto              | Polónia              | Andrzej Dąbrowski        | "Do zakochania jeden krok" (ex-aequo)     |
| 1973                                                                            | 21–25 de agosto              | Reino Unido          | Tony Craig               | "Can You Feel It" e "I Think Of You Baby" |
| 1974–1976: Grande Prémio do Disco                                               |                              |                      |                          |                                           |
| 1974                                                                            | 21–24 de agosto              | Finlândia            | Marion Rung              | "Uskon lauluun"                           |
| 1975                                                                            | 20–23 de agosto              | Reino Unido          | Glen Weston              | "I Still Love You"                        |
| 1976                                                                            | 24–29 de agosto              | União Soviética      | Irina Ponarovskaya       | "Toropos"                                 |
| 1977–1980: Festival Intervisão da Canção                                        |                              |                      |                          |                                           |
| 1977                                                                            | 24–27 de agosto              | Checoslováquia       | Helena Vondráčková       | "Malovaný džbánku"                        |
| 1978                                                                            | 23–26 de agosto              | União Soviética      | Alla Pugacheva           | "Vsyo mogut koroli"                       |
| 1979                                                                            | 22–25 de agosto              | Polónia              | Czesław Niemen           | "Nim przyjdzie wiosna"                    |
| 1980                                                                            | 20–23 de agosto              | Finlândia            | Marion Rung              | "Hyvästi yö"                              |
| Não realizado entre 1981 e 1983                                                 |                              |                      |                          |                                           |
| 1984–1987: Grande Prémio do Festival Musical de Sopot                           |                              |                      |                          |                                           |
| 1984                                                                            | 15–18 de agosto              | Polónia              | Krystyna Giżowska        | "Blue Box"                                |
| 1985                                                                            | 21–24 de agosto              | Suécia               | Herreys                  | "Summer Party"                            |
| 1986                                                                            | 20–23 de agosto              | Estados Unidos       | Mara Getz                | "Hero Of My Heart"                        |
| 1987                                                                            | 19–22 de agosto              | Alemanha Ocidental   | Double Take              | "Rockola"                                 |
| 1988–1990: Disco de Ouro                                                        |                              |                      |                          |                                           |
| 1988                                                                            | 20–23 de agosto              | Estados Unidos       | Kenny James              | "The Magic In You"                        |
| 1989                                                                            | 16–19 de agosto              | Noruega              | Dance with a Stranger    | "By"                                      |
| 1990                                                                            | 15–18 de agosto              | Polónia              | Lora Szafran             | "Zły chłopak" e "Trust Me At Once"        |
| 1991–1993: Grande Prémio do Festival da Canção de Sopot                         |                              |                      |                          |                                           |
| 1991                                                                            | 22–25 de agosto              | Letônia              | New Moon                 | "Ice"                                     |
| 1992                                                                            | 27–30 de agosto              | Áustria              | Mark Andrews             |                                           |
| 1993                                                                            | 26–28 de agosto              | Lituânia             | Arina                    | "Rain Is Coming Down"                     |
| 1994–2004: Grande Prémio do Festival da Canção de Sopot (com TVP)               |                              |                      |                          |                                           |
| 1994                                                                            | 26–27 de agosto              | Polónia              | Varius Manx              | "Zanim zrozumiesz"                        |
| 1995                                                                            | 25–26 de agosto              | Polónia              | Kasia Kowalska           | "Jak rzecz" e "A to co mam"               |
| 1996                                                                            | Não houve competição         | Não houve competição | Não houve competição     | Não houve competição                      |
| 1997                                                                            | 22–23 de agosto              | Países Baixos        | Total Touch              | "Somebody Else's Lover"                   |
| 1998                                                                            | 21–22 de agosto              | Itália               | Alex Baroni              | "Male che fa male"                        |
| 1999                                                                            | 20–22 de agosto              | Polónia              | Małgorzata Ostrowska     | "Lawa"                                    |
| 2000                                                                            | 18–19 de agosto              | Chéquia              | Helena Vondráčková       | "Veselé Vánoce a šťastný nový rok"        |
| 2001                                                                            | 24–25 de agosto              | Bélgica              | Natacha Atlas            | "Ayeshteni"                               |
| 2002                                                                            | 23–24 de agosto              | Polónia              | Irena Santor             | "Jeszcze kochasz mnie”                    |
| 2003                                                                            | 22–23 de agosto              | Polónia              | Skaldowie                | "Hymn o miłości"                          |
| 2004                                                                            | Não houve competição         | Não houve competição | Não houve competição     | Não houve competição                      |
| 2005–2011: Grande Prémio do Festival Internacional da Canção de Sopot (com TVN) |                              |                      |                          |                                           |
| 2005                                                                            | 2–4 de setembro              | Polónia              | Andrzej Piaseczny        | "Z głębi duszy" (Apenas cantores polacos) |
| 2006                                                                            | 1–3 de setembro              | Reino Unido          | Mattafix                 | "Big City Life"                           |
| 2007                                                                            | 31 de agosto – 2 de setembro | Polónia              | Feel                     | "A gdy już jest ciemno"                   |
| 2008                                                                            | 23–24 de agosto              | Suécia               | Oh Laura                 | "Release Me"                              |
| 2009                                                                            | 1 de junho                   | Austrália            | Gabriella Cilmi          | "Sweet About Me"                          |
| Não realizado entre 2010 e 2011                                                 |                              |                      |                          |                                           |
| 2012–2013: Sopot Top Of The Top Festival (com Polsat)                           |                              |                      |                          |                                           |
| 2012                                                                            | 24–25 de agosto              | Suécia               | Eric Saade               | "Hotter Than Fire"                        |
| 2013                                                                            | 23–24 de agosto              | França               | Imany                    | "You Will Never Know"                     |
| Desde 2014: Polsat Sopot Festival                                               |                              |                      |                          |                                           |
| 2014                                                                            | 22–23 de agosto              | Polónia · Chéquia    | Ewa Farna                | "Cicho"                                   |
| 2015                                                                            | 21–22 de agosto              |                      |                          |                                           |

## Vencedores por país
| Vitórias | País               | Ano(s)                                                                              |
| -------- | ------------------ | ----------------------------------------------------------------------------------- |
| 14       | Polónia            | 1967, 1968, 1972*, 1979, 1984, 1990, 1994, 1995, 1999, 2002, 2003, 2005, 2007, 2014 |
| 4        | Reino Unido        | 1971, 1973, 1975, 2006                                                              |
| 4        | União Soviética    | 1963*, 1972*, 1976, 1978                                                            |
| 3        | Suécia             | 1985, 2008, 2012                                                                    |
| 3        | Estados Unidos     | 1966, 1986, 1988                                                                    |
| 2        | França             | 1963*, 2013                                                                         |
| 2        | Finlândia          | 1974, 1980                                                                          |
| 2        | Canadá             | 1965, 1970                                                                          |
| 2        | Suíça              | 1961, 1969                                                                          |
| 2        | Grécia             | 1962, 1964                                                                          |
| 1        | Austrália          | 2009                                                                                |
| 1        | Bélgica            | 2001                                                                                |
| 1        | Chéquia            | 2000                                                                                |
| 1        | Itália             | 1988                                                                                |
| 1        | Países Baixos      | 1997                                                                                |
| 1        | Lituânia           | 1993                                                                                |
| 1        | Áustria            | 1992                                                                                |
| 1        | Letônia            | 1991                                                                                |
| 1        | Noruega            | 1989                                                                                |
| 1        | Alemanha Ocidental | 1987                                                                                |
| 1        | Checoslováquia     | 1977                                                                                |

*Mais do que um vencedor naquele ano.

## Participantes notórios
- 1964: Karel Gott
- 1965: Eduard Khil
- 1966: Angela Zilia
- 1969: Karel Gott, Muslim Magomayev
- 1973: Transsylvania Phoenix, Locomotiv GT
- 1974: Sofia Rotaru
- 1977: The Ritchie Family
- 1978: Drupi
- 1979: Demis Roussos, Boney M
- 1980: Gloria Gaynor
- 1984: Anne Veski, Charles Aznavour
- 1985: Shirley Bassey
- 1986: Bonnie Tyler
- 1987: Johnny Cash, José Feliciano
- 1988: Kim Wilde, Sabrina
- 1989: Savage, Blue System, C.C. Catch
- 1990: Ronnie Hawkins, Duo Datz, Erasure, Viktor Lazlo, Curiosity Killed the Cat
- 1991: Dannii Minogue, Johnny Hates Jazz, Technotronic, Deacon Blue, Alison Moyet, Aztec Camera, Orchestral Manoeuvres in the Dark, Bros, Jimmy Somerville
- 1992: Kim Wilde, Bobby Kimball, Sonia Evans, Marillion, Simone Angel
- 1993: Boney M, La Toya Jackson, Marc Almond, Helena Vondráčková, Jiří Korn
- 1994: Radiohead
- 1995: Chuck Berry, Annie Lennox, Vanessa-Mae
- 1996: The Kelly Family, Vaya Con Dios, Deep Forest, Foo Fighters, La Bouche
- 1997: Khadja Nin, Alexia, Secret Garden, Boyz II Men
- 1998: The Corrs, Chris Rea, Tanita Tikaram, Ace of Base, Era
- 1999: A*Teens, Whitney Houston, Lionel Richie
- 2000: Bryan Adams, Tina Turner, Helena Vondráčková
- 2001: Goran Bregović, Lou Bega, UB40
- 2002: Zucchero, Garou
- 2003: Ricky Martin
- 2004: In-Grid, Kate Ryan, Patricia Kaas
- 2005: Patrizio Buanne, Lemar, Gordon Haskell, Scorpions, Simply Red
- 2006: Brainstorm, Andreas Johnson, Katie Melua, Melanie Chisholm, Elton John, Vanilla Ninja, Karel Gott, Helena Vondráčková, Demis Roussos, Drupi
- 2007: Norah Jones, Gloria Gaynor, The Village People, Hot Chocolate, Kool & the Gang, Sister Sledge, Sophie Ellis-Bextor, September, Thierry Amiel
- 2008: Samantha Fox, Sandra Cretu, Sabrina Salerno, Thomas Anders of Modern Talking, Kim Wilde, Limahl com Kajagoogoo e Shakin' Stevens
- 2009: Josef Hedinger, E.M.D., Oceana
- 2012: Tony Carreira, Gotthard, Maria Ilieva, Gérard Lenorman, India Martínez, Alban Skënderaj
- 2013: Rick Astley, Belinda Carlisle, DJ Bobo, Sharon Doorson, Caro Emerald, Rea Garvey, Amy Macdonald, Nabiha, Krista Siegfrids, Stereolizza, Helena Vondráčková
- 2014: Dr. Alban, Garou, Oceana, Vengaboys